# فانفيل (فيرجينيا الغربية)
فانفيل (بالإنجليزية: Vanville, West Virginia)‏ هي منطقة سكنية تقع في الولايات المتحدة في مقاطعة بيركلي. ترتفع عن سطح البحر 138.08 متر.